# Jon Watts
Jon Watts (Colorado, 1981. június 28. –) amerikai filmrendező, producer és forgatókönyvíró.
Leginkább a Marvel-moziuniverzum Pókember-szuperhősfilmjeinek megrendezéséről ismert: Pókember: Hazatérés (2017), Pókember: Idegenben (2019) és Pókember: Nincs hazaút (2021). Rendezője és társírója a Clown című horrorfilmnek, a Rendőrautó thrillernek, valamint számos epizódot rendezett az Onion News Network című televíziós sorozatból.

## Élete és pályafutása
A Coloradóban található Fountain megyében született és nőtt fel, ahol a Fountain-Fort Carson középiskolába járt. A New York Egyetemen filmművészetet tanult. A filmek rendezése előtt, Watts reklámokat rendezett a Park Pictures gyártó cég számára.
Felesége a korábbi tehetségkutató ügynök és producer, Dianne McGunigle.

## Filmográfia

### Film
| Év   | Magyar cím                | Eredeti cím                   | Feladatkör | Feladatkör | Feladatkör |
| Év   | Magyar cím                | Eredeti cím                   | Rendező    | Író        | Producer   |
| ---- | ------------------------- | ----------------------------- | ---------- | ---------- | ---------- |
| 2014 |                           | Clown                         | Igen       | Igen       | Nem        |
| 2015 | Rendőrautó                | Cop Car                       | Igen       | Igen       | Igen       |
| 2017 | Pókember: Hazatérés       | Spider-Man: Homecoming        | Igen       | Igen       | Nem        |
| 2019 | Pókember: Idegenben       | Spider-Man: Far From Home     | Igen       | Nem        | Nem        |
| 2021 | Pókember: Nincs hazaút    | Spider-Man: No Way Home       | Igen       | Nem        | Nem        |
| 2024 | Két magányos farkas       | Wolfs                         | Igen       | Igen       | Igen       |
| 2025 | Végső állomás: Vérvonalak | Final Destination: Bloodlines | Nem        | Sztori     | Igen       |

### Televízió
| Év   | Cím                | Feladatkör | Feladatkör | Feladatkör | Megjegyzések                            |
| Év   | Cím                | Rendező    | Producer   | Író        | Megjegyzések                            |
| ---- | ------------------ | ---------- | ---------- | ---------- | --------------------------------------- |
| 2011 | Onion News Network | Igen       | Vezető     | Nem        | rendező (10 epizód) vezető társproducer |
| 2011 | The Fuzz           | Igen       | Igen       | Igen       | próbaepizód                             |
| 2012 | Eugene!            | Igen       | Vezető     | Igen       | tévéfilm                                |
| 2022 | A nagy öreg        | Igen       | Vezető     | Nem        |                                         |
| 2024 | Kóbor alakulat     | Igen       | Vezető     | Igen       | megalkotó és showrunner                 |

Színészként
| Év   | Cím              | Szerep        |
| ---- | ---------------- | ------------- |
| 2008 | I Can See You    | Jake          |
| 2015 | Creative Control | reklámrendező |

Egyéb munkák
| Év   | Magyar cím                | Eredeti cím                 | Megjegyzés                                           |
| ---- | ------------------------- | --------------------------- | ---------------------------------------------------- |
| 2000 | Szexi dög                 | Sexy Beast                  | Operátor, fotogenikai részleg                        |
| 2011 | Természetes kiválasztódás | Natural Selection           | társproducer                                         |
| 2012 | A robot és Frank          | Robot & Frank               | köszönetnyilvánítás                                  |
| 2021 | Venom 2. – Vérontó        | Venom: Let There Be Carnage | stáblista alatti jelenet rendezője nincs feltüntetve |